# Les Essards (Indre-et-Loire)
Les Essards is een plaats en voormalige gemeente in het Franse departement Indre-et-Loire in de regio Centre-Val de Loire. De plaats maakt deel uit van het arrondissement Chinon.

## Geschiedenis
De gemeente is op 1 januari 2017 opgegaan in de aangrenzende gemeente Langeais, die daarmee de status kreeg van commune nouvelle. 

## Geografie
De oppervlakte van Les Essards bedraagt 4,1 km², de bevolkingsdichtheid is 37,3 inwoners per km².
De onderstaande kaart toont de ligging van Les Essards (Indre-et-Loire) met de belangrijkste infrastructuur en aangrenzende gemeenten.

## Demografie
Onderstaande figuur toont het verloop van het inwonertal (bron: INSEE-tellingen).